# Agrilus corrugatus
Agrilus corrugatus é uma espécie de inseto do género Agrilus, família Buprestidae, ordem Coleoptera.
Foi descrita cientificamente por Waterhouse, 1889.